# Primitivgeld
Primitivgeld oder traditionelles oder vormünzliches Zahlungsmittel bezeichnet Zahlungsmittel, die nicht als Münzen geformt werden („vormünzlich“) und neben ihrem Tauschwert oft einen (symbolischen) Gebrauchswert haben, sich also wie andere Waren konsumieren lassen. Solche ursprüngliche Formen des Geldes und Vorläufer des Münzgeldes gingen der Entwicklung der modernen Geldformen voraus, wurden in allen Regionen der Erde verwendet und dienen vereinzelt auch heute noch als Geldersatz; in wenigen Fällen gelten sie als offizielle Komplementärwährung.
Weil die Bezeichnung Primitivgeld eine abwertende Nebenbedeutung enthält (vergleiche Primitivität), werden oft andere Bezeichnungen bevorzugt, etwa Warengeld oder genauere Bezeichnungen wie Muschelgeld. Eine Publikation der Staatlichen Münzsammlung München verwendet die Bezeichnung Primärgeld als ein Synonym für vormünzliche Zahlungsmittel. Eine Ausstellung im Völkerkundemuseum der Universität Zürich im Jahr 2000 wählte die Bezeichnung exotische Währungen.
Ein wesentliches Merkmal von traditionellen Zahlungsmitteln ist, dass sie grundsätzlich von jeder Person selber hergestellt und in Umlauf gebracht werden können, ohne eine zentrale Ausgabe- oder Kontrollstelle. Entscheidend für den Wert eines solchen Primitivgeldes ist allein seine Verfügbarkeit und die zu seiner Gewinnung und Herstellung benötigte Arbeitszeit; beispielsweise sind Muschelschalen und besonders schöne Schneckengehäuse nur in Meeresnähe verfügbar, oder bei der Salzgewinnung ist der Arbeitsaufwand sehr groß.

## Funktionsweise
Bis Mitte des 20. Jahrhunderts ging man noch oft davon aus, dass Tauschhandel die Herkunft des Geldes sei und Geld den Handel erleichtern sollte. Aktuell ist es durch die archäologische und sprachlichen Beweise der wissenschaftliche Konsens, dass Primitivgeld vor allem durch eine Reihe von anderen Verwendungen als Wertmaßstab entstanden ist: der Tradition des Brautgeldes zu Hochzeiten, der Verwendung als Blutgeld und Tribut zur Streitschlichtung und weitere religiöse und politische Zwecke. Später wurde Primitivgeld mitunter auch zum Handel genutzt.
Primitivgeld entsteht, wenn Waren nicht zum direkten Konsum gehandelt werden, sondern als Zwischenträger für andere Zwecke genutzt wird. Sind diese Waren nicht vorhanden, behält er einstweilen den Wert in Form des Primitivgeldes. Der Besitzer des Geldes interessiert sich primär nicht für dessen Gebrauchseigenschaften, sondern benutzt es vorrangig, um Wert zu speichern (Wertaufbewahrungsmittel). Im Gegensatz zur Handelsware, das nur für Händler und Konsumenten dieser speziellen Ware interessant ist, wird Primitivgeld aber von allen Teilnehmern der Gesellschaft als Wertspeicher akzeptiert. Theoretisch kann jede Ware aus allen Lebensbereichen als Primitivgeld benutzt werden. Bevorzugt wurden aber Waren mit einem hohen Tauschwert pro Masseanteil, leichter Teilbarkeit (Rechenbarkeit) und einem möglichst weithin begehrten Gebrauchswert (etwa Zigarettenwährung). Dies macht es möglich, das Primitivgeld in Handelsvorgängen einerseits universell einzusetzen, zu teilen und zu verrechnen, beugt andererseits aber einem Wertverfall vor, weil der Besitzer das Geld selbst auch konsumieren kann, sofern er keinen Handelspartner findet. Dadurch scheidet ein Teil des umlaufenden Geldes aus, das durch neu produziertes Geld ersetzt wird. Bei bestimmen Primitivgeldern ging der Gebrauchswert aber verloren und das Geld wurde aus Tradition oder allgemeiner Knappheit als echtes Geld weiter verwendet.
Manche Waren sind aufgrund ihrer Eigenschaften relativ schlecht zum Primitivgeld geeignet. Ob zum Beispiel Vieh oder Lebensmittel – wie dies einige Quellen angeben – als Primitivgeld angesehen werden kann, ist fraglich. Ein Stück Vieh muss vom Besitzer nach dem Erwerb unterhalten werden, erfordert also einen Aufwand, der bei der Veräußerung aber nicht eingefordert werden kann, weil der neue Besitzer nur das Vieh, nicht aber dessen Nahrungsverbrauch in der Vergangenheit erwirbt. Vieh verliert an Wert, je länger es ein Besitzer unterhalten muss. Das Gleiche gilt für verderbliche Lebensmittel, die nicht ohne Wertminderung aufbewahrt werden können. Grenzwertig sind auch das „Salzbarrengeld aus Äthiopien“, das noch eine echte Ware ist, die Samengelder der Mayas (wie Kakao, Bohnen) oder das afrikanische Achatschneckengeld, das bereits den Übergang zu einem echten, symbolisierten Geld aufweist.

## Beispiele für Primitivgelder

### Mineralgelder (Salzgeld)
Salzgeld, auch Amole genannt, wurde viele Jahrhunderte lang in Äthiopien und Eritrea als Zahlungsmittel genutzt. Salz wurde schon früh als Währungseinheit gebraucht. So erhielten etwa die römischen Legionäre zu ihrem Lohn, der in Münzen ausgezahlt wurde, Salz (salarium – Salär). In Äthiopien und Eritrea wurde Salz in Barren mit einer Größe von 26–30 cm × 5 cm × 4 cm und einem Gewicht zwischen 650 und 950 Gramm ausgegeben. Umwickelt wurden diese Barren mit Naturfasern, um ein Zerbrechen zu verhindern. Die Barren waren gelblich-grau, da sie aus ungereinigten Salzblöcken aus den Salzvorkommen der Danakilsenke im Nordosten Äthiopiens gewonnen wurden. Die Gewinnung der großen Salzblöcke fand nur während der Trockenzeit (September bis Mai) statt, da das Salz durch den Regen aufgelöst werden konnte. Im Hochland Äthiopiens wurden die Barren in ihre spätere Form geschnitten.
Der Wert der Salzbarren richtete sich nach der Entfernung von den Salzbruchstellen. Je weiter man sich von diesen entfernte, desto höher wurde der Wert der Barren (siehe auch Transportkosten).
Im 19. Jahrhundert zog der Maria-Theresien-Taler als Handelsmünze auch in Äthiopien ein und der Amolikurs richtete sich nach Angebot und Nachfrage. Um 1880 erhielt man für die Talermünze zwischen 8 und 100 Amoli.

### Kakaogeld
Recht genau ist die Wertigkeit und die Geschichte des aztekischen Kakaogeldes dokumentiert. Zum Beispiel zahlte man dort um 1200 für einen Kürbis ganze vier Kakaobohnen und ein Sklave kostete 100 Kakaobohnen. Lebensmittel kosteten damals zwischen 10 und 20 Kakaobohnen. Auch über die Vermögenswerte gibt es Dokumente. So geben Quellen an, dass der Aztekenherrscher Moctezuma II. (Montezuma) eine Milliarde Bohnen besaß, ca. 1250 Tonnen, die durch die Steuereinnahmen anfielen und sich nicht mehr veräußern ließen, da sonst der Wert der Bohnen stark gefallen wäre. Auch eine Verkonsumierung in gemahlener Form durch die Bevölkerung wäre nicht möglich gewesen, da sich der hohe Tauschwert der Bohnen auch damit begründete, dass sie die einzige Möglichkeit waren, an das begehrte Getränk zu kommen. Das Bunkern von Kakao wurde vermutlich auch deshalb der Vernichtung vorgezogen, weil man mit dem Besitz großer Geldmengen einen hohen Status demonstrieren konnte.
Kakao hat bei den Ureinwohnern Mittelamerikas als Zahlungsmittel eine ebenso lange Tradition wie als Getränk. Vor den Azteken zahlten auch die Mayas bis etwa 600 nach Christus in Bohnen. Die ungefähr mandelgroßen Kakaobohnen sind leicht, handlich sowie gut haltbar und haben damit viel mit Münzen gemeinsam. Außerdem ließen sich mit den immer fast gleich großen Bohnen – wie auch mit Münzen – Einheiten festlegen, nach denen der Wert der Waren berechnet werden konnte: Ein „xiquipilli“ entsprach bei den Azteken zum Beispiel einer Menge von 8.000 Kakaobohnen.
Ungewöhnlich ist, dass die Bohnen genauso gerne gefälscht wurden wie Münzen. Fälscher ließen Bohnen in Wasser aufquellen oder gaben ihnen eine künstlich aschgraue oder fahlrote Farbe – die Farbtöne der edelsten Sorten.
Es gab sogar eine durch die Inflation bekannte Entwertung der Bohnenwährung, die bei Überproduktion eintreten kann. Aus einer Preisliste des Jahres 1545 geht hervor, dass zum Beispiel eine große Tomate ungefähr dem Wert einer Kakaobohne entsprach. Mit 100 Bohnen bekam man jetzt keinen Sklaven mehr – wie zur Zeit der Azteken –, sondern nur noch einen Hasen oder ein Waldkaninchen. Hierbei zeigt sich eine Schwachstelle des Primitivgeldes, denn es kann von vielen Produzenten hergestellt und in Umlauf gebracht werden. Sobald die Produktion effektiver wird und damit die notwendige Arbeitszeit zu seiner Herstellung sinkt, wird es noch lukrativer, mehr Geld herzustellen. Das Überangebot führt zu Inflation und zu weiteren Bemühungen, die Produktion effizienter zu machen.
Mit dem Eintreffen der Europäer stabilisierte sich die Währung, da große Mengen an Bohnen nach Europa exportiert wurden. Insbesondere die von regionalen Herrschern zur Stützung der Währung angelegten Bunker wurden geräumt und zusätzliche Produktionskapazitäten geschaffen. Der Konquistador und Entdecker Hernán Cortés ließ gleich nach seiner Ankunft in Mexiko 1519 eine Kakao-Plantage anlegen, um Geld zu züchten. Durch den hohen Bedarf der Kolonialherren und den ständigen Abzug von Bohnen behielt der Kakao während der Kolonialzeit seinen Wert als Währung und war als Kleingeld in loser Form von großer Bedeutung. Noch Anfang des 19. Jahrhunderts wurden die losen Bohnen als Zahlungsmittel gebraucht, vor allem in den unabhängigen zentralamerikanischen Staaten, insbesondere in Nicaragua. Mitte des 19. Jahrhunderts lösten dann allmählich die aus den Vereinigten Staaten eingeführten Münzen die Kakaobohnen als Kleingeld ab.

### Teegeld (Teeziegelgeld)
Zu den „Naturgeldern“ zählt auch das sogenannte Teegeld. Dies waren mehr oder weniger pulverisierte Teeblätter, die zu Barren (sogenannten Teeziegeln) gepresst wurden. Deshalb werden diese Barren auch „Teeziegelgeld“ genannt. Dieses Zahlungsmittel war teilweise bis ins 20. Jahrhundert in Südchina, Tibet, Birma, der Mongolei und in Südsibirien im Umlauf und galt auch als Wertobjekt. Zuletzt wurde nach 1949 das Genussmittel in China unter den kommunistischen Machthabern als Geld genutzt. Zur Herstellung der etwa 1 bis 2 kg schweren Teeziegel wurden Teeblätter getrocknet, zerkleinert und gesiebt, über Wasserdampf getränkt und in Formen gepresst (auch unter Zuhilfenahme von Bindemitteln). Die Teeziegel waren mit bestimmten Prägemustern an der Oberfläche versehen, die sich auf Gewicht, Qualität oder Wert bezogen.
Fälschungen des Teegelds waren durchaus keine Einzelfälle. Um das Teegeld farblich etwas „aufzuwerten“, fügte man ihm bei der Herstellung etwas Ruß bei. Es kam auch vor, dass das Innere der Teeziegel aus den wertlosen Zweigen und Stielen der Teeblätter bestand. Diese Fälschungen wurden insoweit akzeptiert, wie der Tee nicht zum Eigengebrauch benötigt wurde. Stellte man fest, einen minderwertigen Block zu besitzen, war er gegen eine andere Ware eintauschbar. Dieser Mechanismus führt auch heute noch dazu, dass sich Falschgeld in der Bevölkerung hält, weil jeder Besitzer einer falschen Note diese nicht aussortiert, sondern wieder veräußert, um den Wert nicht zu verlieren.

### Muschelgeld
Eines der verbreitetsten Zahlungsmittel war Kaurigeld aus Kaurischnecken. Waren es meist tatsächliche Muschel- oder Schneckengehäuse, die man am Strand fand, wurden sie beispielsweise in China auch aus Knochen geschnitzt oder aus Kupfer gegossen. Grabungsfunde aus der frühen Zhou-Dynastie (1122–221 v. Chr.) belegen solche Stücke. Auch im Westpazifik war Muschelgeld verbreitet. Auf den Trobriand-Inseln diente es weniger als Zahlungsmittel, sondern wurde in einem rituellen Gabentauschsystem verwendet (siehe Kula (Ritual)).
Neben dem Muschelgeld existiert das sogenannte Molluskengeld. Dabei handelt es sich um eine Geldform, die zum Großteil aus den Gehäusen verschiedener Arten von Schnecken besteht, seltener aus Muschelschalen. Aufgrund dieser wissenschaftlich exakteren Einteilung wurde die Umbenennung in Molluskengeld vorgenommen, die sich jedoch im numismatischen Sprachgebrauch nur langsam durchsetzt.
Mit der Ankunft der Europäer in Afrika und Asien kamen auch Glas- und Keramikperlen in Mode (Millefiori, Chevron).

### Paternostererbsen
Die Paternostererbsen wurden hauptsächlich in Süd-Nigeria und Kamerun als Zahlungsmittel genutzt. Dort waren sie zeitweise ebenso wichtig wie die Kaurischnecken. 100 Stück dieser Erbsen (Samen) hatten einen Wert von einem Penny. Sie werden bis heute auch zur Herstellung von Schmuckketten verwendet.
Die blutroten Samen sind im Durchschnitt 5 mm groß und besitzen einen schwarzen Nabelfleck. Sie gehören zur Familie der Schmetterlingsblütengewächse und sind giftig.

### Zähne, Knochen und Haare als Geld
Daneben gibt es u. a. noch Zahn- oder Hundegeld (Schneidezähne von Hunden) oder langes blondes geflochtenes Menschenhaar (Philippinen).
Zahngeld wurde aus den Zähnen von Säugetieren hergestellt. Gebraucht wurde dieses Geld in verschiedenen Gebieten Amerikas, Neuguineas, auf den Fidschi-Inseln, den Salomon-Inseln, den Gilbertinseln und anderen Inseln der Südsee. Einzeln und in kleinen Mengen dienten sie meist als Kleingeld, auf Schnüre aufgezogen stellten sie einen höheren Betrag dar. Es gibt auch Kopien aus Porzellan, die oft von europäischen Händlern stammten, die mit den Fälschungen billig Landesprodukte einkauften.
In Neuguinea und vielen Südsee-Inseln waren Hundezähne als Zahlungsmittel beliebt. Auf den Admiralitätsinseln bekam man 1929 für einen Hundezahn zehn Kokosnüsse, für ein Schwein musste man eine Kette von 100 Hundezähnen hinlegen. Wertvoller waren die gebogenen Eckzähne von männlichen Schweinen. Je kreisrunder die Eberhauer waren, desto größer war der Wert, der ihnen beigemessen wurde. Damit sich das Wachstum der Hauer entwickelte und sie sich nicht abnutzen konnten, brach man jungen Ebern die gegenüberliegenden Zähne aus. Die Hauer wuchsen dann wegen der starken Krümmung meist ins Zahnfleisch zurück, was für die Tiere schmerzhaft war. Im Gebiet der Sepikmündung (Neuguinea) und auf Nissan und Bougainville (Salomon-Inseln) wurden die Zähne von Flughunden und Fledermäusen für Geldschnüre genutzt. Auf den Salomonen waren Delfinzähne als Schmuck und Zahlungsmittel beliebt. Das größte Zahlungsmittel dieser Art stellten Pottwalzähne dar, die auf den Fidschi-Inseln in Umlauf waren. Die ebenfalls großen Stoßzähne des männlichen Walrosses galten bei den indigenen Völkern Alaskas als Zahlungsmittel und waren auch in den Läden der Hudson’s Bay Company als solches anerkannt. Nordamerikanische Indianerstämme (u. a. Shoshonen, Crow) verwendeten die Zähne des Wapitihirsches als Zahlungsmittel und als Brautgabe. Um 1890 galt ein Wapitihirschzahn noch 1/4 Dollar, sein Kurswert fiel aber stetig durch Fälschungen aus Knochen.

### Gebrauchsgegenstände als Geld

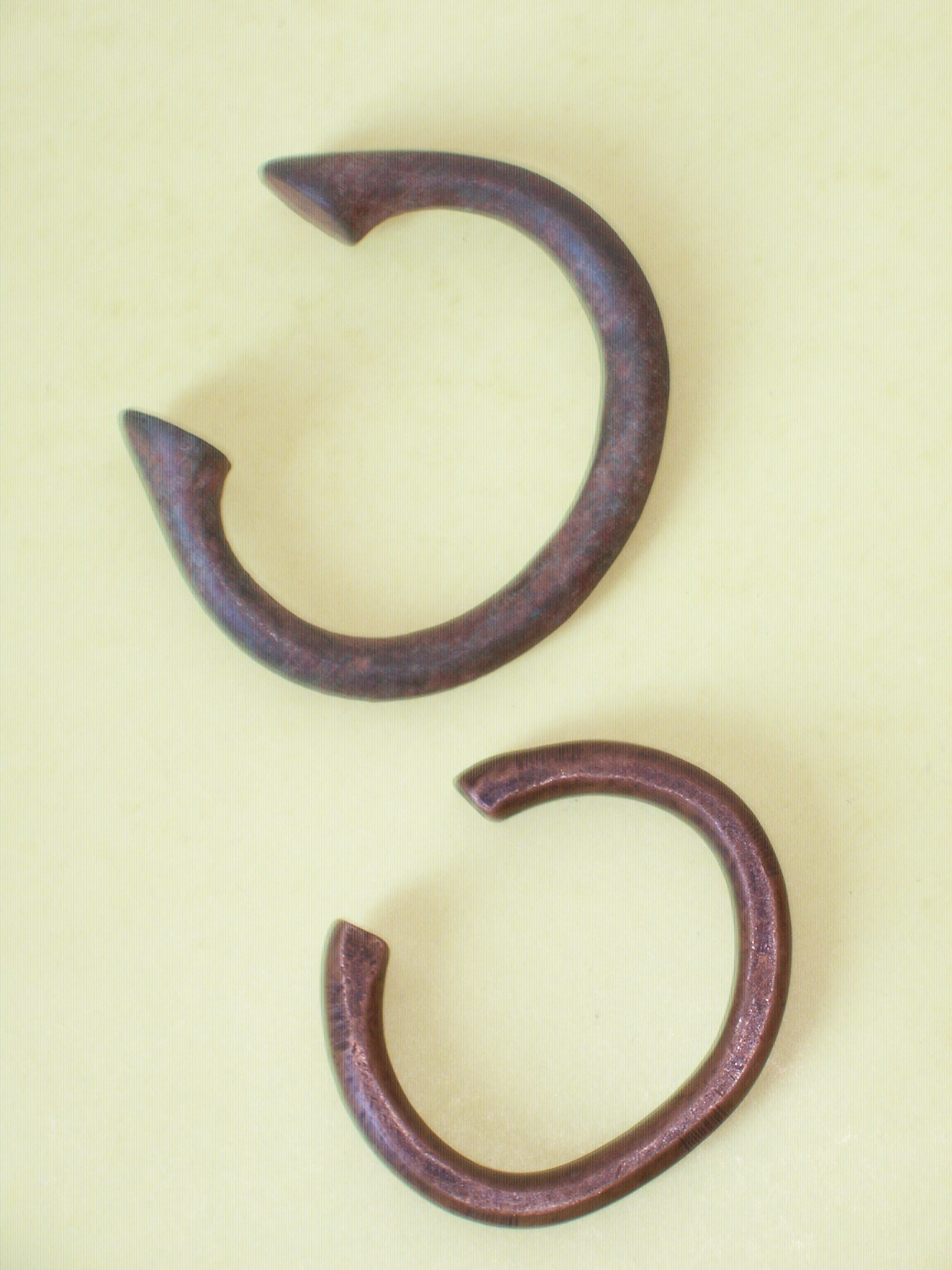
Manillen

Unstrittig ist die Nutzung von Gebrauchsgegenständen (Glockengeld aus Asien), Kupfer- oder Eisenklumpen (Bootsgeld), Goldnuggets oder Goldstaub (Goldgewicht der Aschanti). Später wurden die Metalle in Barren gegossen, geschmiedet und oft auch als Schmuck getragen (Manille oder Katanga-Kreuz aus dem Kongo).

### Stoffgeld
Kurios ist das sogenannte „Stoffgeld“ (Raffiagewebe) der Shoowa / Bakuba, einem Stamm der in Zaire – jetzt Demokratische Republik Kongo – beheimatet ist. Die Größe des Stoffes ist ca. 45 cm × 35 cm. Schwankungen sind normal. Das Geld bekam erst seinen „Wert“, wenn es von schwangeren Frauen gewebt wurde.

### Spangenbarren, Axtgeld, Spatengeld

Spatengeld

Das älteste Primitivgeld ist das Spangengeld (Spangenbarren) aus der Bronzezeit ca. 1200 v. Chr. (dünne Metallstreifen von ca. 10 bis 15 cm Länge). Der Spangenbarrenhort von Oberding wurde 2014 in Oberding in Bayern in zwei Blöcken geborgen. Sogenanntes Axtgeld wurde um 1500 in Mittelamerika als Geldform genutzt. Spatengeld wurde – wie das Messergeld – in China als Geld genutzt.

### Messergeld
Messergeld wurde in den verschiedensten Kulturen und zu verschiedensten Zeiten als Geldform genutzt. Die bedeutendste Frühform ist in China zu finden. Als Ursprungsgebiet dieser frühen chinesischen Währung wird der Osten der Halbinsel Shandong angenommen. Hier wurde außer Messergeld kein anderes Zahlungsmittel gefunden. Das chinesische Messergeld zählt zur Gruppe der Gerätemünzen. Auf der einen Seite ist die Form des Messer noch erkennbar, auf der anderen Seite ist die Verbreitung als Geldform schon so weit fortgeschritten, dass es als eine Mischform zwischen Geräte- und Münzgeld angesehen wird. Daher wird auch öfters die Bezeichnung Messermünzen benutzt.
In den Staaten der sogenannten Ostbarbaren (Ji-Mo, An-Yang), die im 7. Jahrhundert v. Chr. von ihrem westlichen Nachbarn Qi erobert wurden, soll frühes Messergeld schon seit dem 9. Jahrhundert v. Chr. im Umlauf gewesen sein. Das Messergeld von An-Yang wurde vermutlich im Reich Qi übernommen. Die meisten Stücke sind mit Schriftzeichen versehen. Dadurch werden sie als „legales Geld“ des jeweiligen Staats ausgewiesen.
Die späten Messermünzen, deren Entstehung zwischen dem 5. und 3. Jahrhundert v. Chr. angenommen wird, sind schmaler, dünner und zerbrechlicher als ihre Vorläufer. Das Klingenende ist auch nicht mehr bogenförmig, sondern zunehmend schräg abgeschnitten.
Die Forschung unterscheidet drei Gruppen:
1. Die spitzen Messer aus Zhao. Ihre Legenden bestehen meist aus einem Zeichen. Es finden allerdings verschiedene Zeichen Verwendung, die teilweise schon von den Frühformen bekannt sind. Es gibt hier aber auch zyklische Zeichen. Zwei Münzstätten aus Gebieten, die erst nach 430 v. Chr. zum Reich der Zhao-Könige gehörten, sind bekannt, sodass diese Messermünzen nicht vor besagter Zeit datiert werden.
2. Die zweite Gruppe bilden die am häufigsten gefundenen Ming-Messer.
3. In die dritte Gruppe fallen schließlich die geraden Messer, die als Kümmerformen angesehen werden. Sie sind kleiner als die in Gruppe 1 und 2 dargestellten Formen. Der erhabene Rand ist verkümmert und die Seriennummern fehlen vollständig.

### Larin
Als Larin (auch Lari genannt) bezeichnet man eine besondere Form des Gerätegeldes. Es besteht aus einem gebogenen Silberdraht. Seine Dicke beträgt etwa 2 mm. Ein Lari hat ein durchschnittliches Gewicht von 4,5 Gramm. Sowohl das Gewicht als auch die Biegung können schwanken. Ein Lari ist aufgrund seiner Form auch als Angelhakengeld oder Haarnadelgeld bekannt.
Im 16. und 17. Jahrhundert wurde zum ersten Mal diese Form des Geldes bei den Küstenvölkern Asiens entlang des Persischen Golfs, des Arabischen Meers und des Indischen Ozeans, vor allem aber am Golf von Bengalen, als bevorzugtes Handelsgeld und Zahlungsmittel genutzt. Bis ins beginnende 18. Jahrhundert konnte man mit einem Larin Handel treiben.
Nach persischem Vorbild wurden die Larins an einer platt geschlagenen Stelle mit arabischen Schriftzeichen versehen, die aber oft nicht lesbar waren. Nur durch die Form kann heute eine gesicherte Herkunftsbestimmung vorgenommen werden. Man kann zeitlich und geographisch mehrere Typen unterscheiden, so können Larins Persien, dem Osmanischen Reich, Indien, Ceylon, Java und den Malediven zugeordnet werden.
Die persischen Stücke wurden seit dem frühen 16. Jahrhundert vor allem entlang der Karawanenwege zwischen dem Kaukasus und dem Persischen Golf hergestellt und als Geld genutzt. Unter dem Einfluss der persischen Larins stehen auch die Larins der Osmanen, die vorwiegend aus Basra (heute Irak) stammen. In Indien wurde die Herstellung der Larins durch die Herrscher von Bijapur massiv vorangetrieben. Die Larins aus Ceylon zeigen vielfältige Zeichnungen, tragen aber häufig unleserliche Schriftzeichen. Die portugiesischen und holländischen Kolonialherren gaben ebenfalls für einige Jahre Larins aus. Larins gehörten zu den bedeutendsten und wertstabilsten Währungen im frühen 18. Jahrhundert.
Mit dem Auftreten der europäischen Kolonialmächte verschwanden diese Geldformen jedoch immer mehr. Die Bezeichnung Larin ging später auf die Kupfermünzen der Malediven über. Noch heute wird die dezimale Unterteilung der maledivischen Rupie als Laari oder Lari bezeichnet (100 Lari = 1 Malediven-Rupie (Rufiyaa)).

### Hack- und Wägegeld
Seltene Metalle wurden in Barren gegossen (selten in Ringe oder Stäbe). Von diesen großen Stücken hackte man bei Bedarf entsprechende kleinere Stücke ab und wog diese anschließend. Die so gewonnenen Bruchstücke wurden als Hackgeld oder Wägegeld bezeichnet. Um die Bruchstücke zum Tauschhandel nutzbar zu machen, war der Einsatz einer Waage bei jedem Handelsvorgang nötig, um das exakte Gewicht bestimmen zu können.

## Wucherformen
Bei vormünzlichen Zahlungsmitteln wie Geräte-, Schmuck- oder Waffengeld treten auch sogenannte Prunk- oder Wucherformen auf, d. h. die Form der als Zahlungsmittel verwendeten Objekte ist überdimensioniert. Der Grund für diese Wucherformen ist nicht genau bekannt, Prestigestreben oder der Versuch einer Werterhöhung werden vermutet.
Die größten Primitivgelder sind aus Stein (Rai) und wiegen mehrere Tonnen (zu finden auf der Südseeinsel Yap).

## Abgrenzungen
Unter Primitivgeld versteht man nicht das Geld, das etwa nach dem Ersten Weltkrieg in deutschen Städten und Gemeinden ausgegeben wurde: dies hieß Notgeld, Briefmarkenkapselgeld oder Serienscheine.

## Übersicht der traditionellen Zahlungsmittel

### Tierische Produkte
- Nahrungsmittel (Naturalgelder): etwa Käsewürfel, Butterziegel, Stockfisch, Thunfisch
- Gebrauchsgüter (Naturalgelder): etwa Schafswolle, Seide, Pelze (siehe Pelzgeld), Häute, Angelhaken aus Muschelschalen
- Schmuck (Schmuckgelder): etwa Schneckenhäuser oder Muschelschalen (Molluskengelder) aus Conus-, Kauri-, Nassaschnecken, Dentalium-, Melo-, Perlmuscheln
- Zähne etwa vom Elch, Schwein, Pottwal, Elefanten oder Beuteltier
- Federn, Knochen, Korallen, Schlangenwirbeln, Straußeneierschalen, Schildpatt

### Pflanzliche Produkte
- Nahrungs- und Genussmittel (Naturalgelder): etwa Gewürzmittel, Kaffeebohnen, Kolanüsse, Kakaobohnen, Kokosnüsse, Mandeln, Palmöl, Opium, Reis, Rohzucker, Sago, Tabak, Teeziegel, Weizen, getrocknete Zwiebelkugeln, Betelnüsse
- Gebrauchsgüter (Naturalgelder): etwa Bastfasermatten, Baumwolle, Leinen, Gelbwurzpulver, Barren aus Rotholzpulver (Tukula)
- Schmuck (Schmuckgelder): etwa Bernstein, Fruchtkerne/Samen, Kokosschalen, Palmfasern und anderen Pflanzenteile

### Mineralien
- Nahrungs- und Genussmittel (Naturalgelder): etwa Salzbarren
- Gebrauchsgüter (Naturalgelder): etwa Beile aus Nephrit, Pfeilspitzen aus Stein, Feuersteine, Aragonit-Steingeld (Yap-Inseln)
- Schmuck (Schmuckgelder): etwa Jade-, Obsidian-, Bauxit-, Achat- und Nephritperlen, Halbedelsteine, Steinringe

### Metalle
Metallische Gegenstände
- in Form von etwa Drähten, Platten, Barren, Ringe, Körner, Scheiben, Spiralen, Gusskuchen, Stäbe, Stücke
- aus Edelmetallen, etwa Gold oder Silber
- oder aus Buntmetallen, etwa Aluminium, Blei, Bronze, Kupfer, Messing, Zinn, Eisen oder Stahl.

### Metallische Produkte
- als Geräte (= Gerätegelder) etwa Messer, Hacken, Spaten, Gongs, Glocken, Trommeln
- als Waffen (= Waffengelder) etwa Äxte, Beile, Dolche, Kanonen, Wurfmesser, Lanzen-, Pfeil- und Speerspitzen
- als Schmuck (= Schmuckgelder) etwa Arm-, Fuß-, Halbreife, Ketten aus Kupferdraht und Metallperlen, Ohrringe

## Ausstellungen
- 2014, München: Alles kann Geld sein… Museum Mensch und Natur, 16. Mai. bis 2. November.[10]
- 2005, Lübeck: Matten, Muscheln, Manillen: schöne Werte – fremdes Geld. Traditionelle Zahlungsmittel der Welt aus den Beständen der Völkerkundesammlung der Hansestadt Lübeck. Völkerkundesammlung der Hansestadt Lübeck, 30. Januar bis 19. Juni 2005.[11]
- 2003, Köln: Barren als Zahlungsmittel – von der Bronzezeit bis ins 20. Jahrhundert. Geldgeschichtliches Museum, Kreissparkasse Köln, 10. April bis 1. November.[12]
- 1994, Wuppertal: Traditionelle Zahlungsmittel. Frühformen des Geldes, Vorformen der Münze, Zahlungsmittel und Wertobjekte der Naturvölker, Reichtumsanzeiger.[13]
- 1994, Köln: Steinreich in der Südsee. Traditionelle Zahlungsmittel aus Mikronesien. Geldgeschichtliches Museum, Kreissparkasse Köln, 14. April bis September.[14]